# Kort!
Kort! is een serie korte films die jaarlijks wordt gemaakt voor televisie in opdracht van de Nederlandse publieke omroep NTR.

## Geschiedenis
De films worden vertoond tijdens het Nederlands Film Festival (NFF), vervolgens op de website en maken later hun debuut op televisie tijdens de Avond van de korte film, die achtereenvolgens werd gepresenteerd door Philip Freriks, Dolf Jansen, Hadassah de Boer, Twan Huys, Isolde Hallensleben en Eva Cleven. De opzichzelfstaande films worden gemaakt door zowel beginnende als meer ervaren filmmakers.
In de meeste jaren zijn er tien films. De eerste 100 korte films zijn uitgebracht op een serie van vijf dvd's (Kort! Editie 1 t/m 10).

## Overzicht
Kort! 1
Vertoning NFF september 2001
- Flicka van Marco Vermaas en Guido van Gennep
- Saltbattle van Ron Termaat
- Joymeal van Mathijs Gijskes
- Morgen van Jacqueline van Vught
- Exit van Simone van Dusseldorp
- Mercedes van Mark de Cloe
- Adriaans Plaag van Jos Driessen
- Mis van Gwen Eckhaus
- R.I.P. van Jan Doense

Kort! 2
Vertoning NFF september 2002
- De Sluikrups van Mischa Kamp
- Bad Luck van Ron Termaat
- Bob van Frank Jan Kat
- De Chinese Muur van Sytske Kok
- Nachtbijter van Chris Mitchell
- Rita Koeling van Hubert Pouille
- Babyphoned van Diederik van Rooijen
- Talmen van Stijn van Santen
- Tonino van Michiel van Jaarsveld
- Roadkill van Jeroen Annokkeé

Kort! 3
Vertoning NFF september 2003
- Sale van Nicole van Kilsdonk
- Jigsaw van Chris W. Mitchell
- Vet! van Birgit Hillenius en Karin Junger
- De Regels van het Vliegen van Eugenie Jansen
- Stop! van Mathijs Geijskes
- Beet van Annemarie van de Mond
- De man in de Linnenkast van Tallulah Schwab
- Dajo van Hanro Smitsman
- Long Distance van Dick Maas
- De grotten van Han van Vloten van Ellen Blom

Kort! 4
Vertoning NFF september 2004
- Electriek van Jiska Rickels
- Picture This! van Michiel van Jaarsveld
- Engel en Broer van Hanro Smitsman
- Schat van Tamar van den Dop
- Ver Weg van Jan Doense
- Dokter Vogel van Lodewijk Crijns
- Le Ciambelle van Colette Bothof
- Profs van Stijn van Santen
- Bezet van Anro Dierckx
- 11:59 van Johan Kramer

Kort! 5
Vertoning NFF september 2005
- Stilleven van Omid Pourhashemi
- Dilemma van Boris Paval Conen
- Dialoogoefening van Esther Rots
- Hof van Eden van Titia Rieter
- 10 voor 2 van Mathijs Geijskes
- Het rijexamen van Tallulah Hazekamp Schwab
- Anna II van Maria Uitdehaag
- Samual van Tami Ravid
- Geluk van Ramón Gieling
- Brommermeisjes van Janneke van Heesch

Kort! 6
Vertoning NFF september 2006
- Turkse chick van Lodewijk Crijns
- Birthday Boy van David W. Mitchell
- Blondje van Danyael Sugawara
- Dummy van Diederik van Rooijen
- De Getuige van Erik de Bruyn
- Naakt van Albert Jan van Rees en Diederik Ebbinge
- Penvriendin van Jelle Posthuma
- Raak van Hanro Smitsman
- Worst van Ewald Leuwsha
- Het zusje van Marco van Geffen

Kort! 7
Vertoning NFF september 2007 
Televisie-uitzending NPS 27 september 2008
- Balbezit van Willemiek Kluijfhout
- El Mourabbi van Sacha Polak
- Koest van Simone van Dusseldorp
- MissiePoo16 van Anna van der Heide (Gouden Kalf)
- Naar Anna van Lucas van Woerkum
- Ongezien van Boris Paval Conen
- Sahara van Ineke Houtman
- Sarah & hij van Anne de Clercq
- Weg van Daniel Bruce
- Zucht van Margien Rogaar

Kort! 8
Vertoning NFF september 2008 
Televisie-uitzending NPS 25 september 2009
- Akiko van Michaël Sewandono
- Brat van Roel Boorsma en Berend Boorsma
- Dao van Marleen Jonkman
- De laatste dag van Saskia Diesing
- Over Vis & Revolutie van Margien Rogaar
- Ruwe Honing van Annick Vroom
- Salto Mortale van Vincent Schuurman
- Succes van Diederik Ebbinge
- Terugweg van Henk Haselager en Michael Helmerhorst
- Vera van Thomas Korthals Altes

Kort! 9
Vertoning NFF september 2009 
Televisie-uitzending NTR 24 september 2010
- Vaderdag van Froukje Tan
- Val Dood! van Arne Toonen
- Pivot van André Bergs
- Zwemparadijs van Lodewijk Crijns
- Arie van Michiel ten Horn
- Met je Mooie Haren van Rutger Veenstra
- Caresse van Jim Taihuttu
- Kus van Joost van Ginkel
- Juli van Tim Klaase
- Sunset on a Rooftop van Marinus Groothof

Kort! 10
Vertoning NFF september 2010
- Bukowski van Daan Bakker
- Dominique van Jim Taihuttu
- Het rijke verdriet van Erwin Olaf
- Mowgli & Fidel van Janneke van Heesch
- Suiker van Jeroen Annokkeé
- Vanaf hier van Margot Schaap
- De maan is kapot van Arno Dierickx
- Heen en weer dag van Mirjam de With
- Kattenkwaad van Nova van Dijk
- Rosalinda van Roger Hesp
- The palace van Ruud Satijn

Kort! 11
Vertoning NFF september 2011
- Klein van Sanne Vogel
- Titten van Eddy Terstall
- Ter Observatie van Eché Janga
- De eerste Snee van Tallulah Schwab
- Fata Morgana van Frodo Kuipers
- Stilte na de storm van Harrie Verbeek
- Broeders van Bobby Boermans
- All inclusive van Billy Pols
- Dag van Tamar van den Dop
- Broer van Sacha Polak
- Broken Promise van Wiam Al-Zabari

Kort! 12
Vertoning NFF oktober 2012
- Amstel van Jaap van Eyck
- Kansloos van Joris van den Berg
- Man in Pak van Anna van der Heide
- No Vacancy van Michiel van Jaarsveld
- Roken als een Turk van Remy van Heugten
- Sevilla van Bram Schouw
- Arash van Michaël du Sewandono
- Dag meneer de Vries van Mascha Halberstad
- Show me love van Peter Hoogendoorn
- Wil van Sander Burger

Kort! 13
Vertoning NFF september 2013 
Televisie-uitzending 27 september
- Uit huis van Joost Lieuwma
- Life is Beautiful van Ben Brand
- Stand-by Me van Martijn de Jong
- Het paard en de nachtegaal van Nazli Elif Durlu
- Chauffeur van Guido van Driel
- Sync van Mari Sanders
- Greifensee van Sonja Wyss
- Kort van Sanne Vogel
- Vingers van Michiel ten Horn
- Pony Place van Joost Reijmers

Kort! 14
Vertoning NFF september 2014
 
- Bloedhond van Mees Peijnenburg
- In the Pit van Nima Mohaghegh
- Das Wad van Rob Lücker
- Loodvrij van Dennis van de Ven
- Leeg van Flynn von Kleist
- Spotters van Wim van der Aar
- Der Kaiser van Eché Janga
- Malaguti Phantom van Sam de Jong
- P van Aaron Rookus

Kort! 15
Première NFF 2015 
Televisie-uitzending 30 september 2016
- Ballone di Cannone van Frodo Kuipers
- Crooked 180 van Kevin Boitelle
- (Otto) van Job, Joris & Marieke
- Thanatos van Nova van Dijk
- Een vrije dag van Wouter Stoter
- Spoetnik van Noel Loozen
- Je vriendin koopt een vis op de markt van Emma Westenberg
- Zwanger van Mascha Halberstad
- Lockbuster van Jonathan Elbers
- Gips van Jeroen Houben

Kort! 16
Première NFF 27 september 2016
- Gamechanger van Christian van Duuren
- Remember to Check Out van Hiba Vink
- Groei van Sil van der Woerd
- Zeven dingen die ik heb geleerd over tijdreizen van Jonathan Herzberg
- Copyrette van Marc de Leeuw
- Gratis van Merijn Scholte Albers en Tobias Smeets
- Omega van Mustafa Duygulu
- Grand Tour van Floor Houwink ten Cate
- Tussen man en vrouw van Martijn Maria Smits
- Niflheim van Aaron van Valen
- Buut vrij van Feike Santbergen

Kort! 17
Première NFF 26 september 2017
- Sjaaks vrouw is dood, dus hij moet iets zeggen van Eva M.C. Zanen
- Harbour van Stefanie Kolk
- Yolo4real van Aiman Hassani
- Zeep van Hanna van Niekerk
- Wachtkamer van Simone van Dusseldorp
- De begrafenis van de verlegen mens van Joost van Hezik
- Happy Hannah van Anne Barnhoorn
- Bestaan is gaan van Shady El-Hamus

Twee animaties worden later verwacht
Kort! 18
Vertoning NFF 2 oktober 2018
- Visite van Stijn Bouma
- Tienminutengesprek van Jamille van Wijngaarden
- Stray sheep van Madja Amin
- Emily van Marlies van der Wel
- Polyp van David Eilander
- Never forget van Sarah Veltmeyer
- Yulia & Juliet van Zara Dwinger
- Gutmensch van Sabine Lubbe Bakker
- Ga niet naar zee van Sander Burger
- Dagdromen van Yim Brakel
- Mensendagen van Coen Eigenraam en Jeroen van ’t Hullenaar

Kort! 19
Vertoning NFF 1 oktober 2019
- Mooie Alexander van Marc Wagenaar
- Verwijt der mensen van Rob Lücker
- Kamer 330 van Jenneke Boeijink
- Stuff van Malu Janssen
- Venserpolder van Teddy Cherim
- Re-entry van Ben Brand
- En Route van Marit Weerheijm
- Jouw mooie Rubberbrein van Jelmer Wristers
- Nervosa van Thessa Meijer
- Colosseum van Gonzalo Fernandez